# Oblast Pensa
Koordinaten: 53° 10′ N, 44° 32′ O
Die Oblast Pensa (russisch Пензенская область/ Pensenskaja oblast) ist eine Oblast in Russland. 

## Geografie
Sie liegt im Föderationskreis Wolga im südlichen Teil der Osteuropäischen Ebene auf der Wolgaplatte. Im Norden grenzt sie an die Republik Mordwinien, im Osten an die Oblast Uljanowsk, im Süden an die Oblast Saratow und im Westen an die Oblast Tambow.
Die Oberfläche der Oblast ist vor allem hügelig, das Klima gemäßigt kontinental. Die durchschnittlichen Monatstemperaturen schwanken zwischen −10,0 °C im Februar und +19,2 °C im Juli. Der Jahresdurchschnittstemperatur beträgt 4,7 °C. Von Mai bis August schwanken die Tagestemperaturen normalerweise zwischen 21 °C und 26 °C.  
Die längsten Flüsse sind die Sura, die Mokscha, der Chopjor und die Pensa, ein 78 km langer Nebenfluss der Sura, die Namensgeberin für die Oblast war.

## Geschichte
Die russische Besiedlung der Gegend begann im 17. Jahrhundert. Damals entstand beispielsweise die Grenzfestung Pensa (heute die Stadt Pensa) als Wehrsiedlung gegen Tataren und andere dem Zarenreich feindlich gesinnte Völker. 1718 wurde das Gebiet Teil des Gouvernements Kasan. Am 15. September 1780 wurde die Region unter dem Namen Gouvernement Pensa eine eigenständige Verwaltungseinheit. Vom 5. März 1797 bis zum 9. September 1801 gehörte die Gegend zum Gouvernement Saratow. Bis zum Jahr 1928 trug das Gebiet dann wiederum den Namen Gouvernement Pensa. Mit der Neuordnung der Verwaltungseinheiten innerhalb der Sowjetunion kam es zur Oblast Mittlere Wolga (14. Mai 1928 bis 20. Oktober 1929), danach zu deren Nachfolgerin Region (Krai) Mittlere Wolga (bis zum 27. Januar 1935). An jenem Tag erhielt der Krai den neuen Namen Kuibyschewski krai. Dieser wurde am 6. Dezember 1936 zum Oblast Kuibyschew (heute Samara). Von 1937 bis 1939 gehörte das Territorium der heutigen Oblast Pensa zur Oblast Tambow. Am 7. Februar 1939 entstand dann durch Abspaltung von Tambow die Oblast Pensa im heutigen Umfang.

## Bevölkerung
Bei den letzten russischen Volkszählungen in den Jahren 2002 und 2010 gab es eine Bevölkerungszahl von 1.452.941 respektive 1.386.186 Bewohnern. Somit sank die Einwohnerzahl in diesen acht Jahren um 66.755 Personen (−4,59 %). In Städten wohnten 2010 930.102 Menschen. Dies entspricht 67,10 % der Bevölkerung (in Russland 73 %). Bis zum 1. Januar 2014 sank die Einwohnerschaft weiter auf 1.360.587 Menschen. Die Verteilung der verschiedenen Volksgruppen sah folgendermaßen aus:
| Nationalität    | VZ 1989   | Prozent | VZ 2002   | Prozent | VZ 2010   | Prozent |
| --------------- | --------- | ------- | --------- | ------- | --------- | ------- |
| Russen          | 1.296.143 | 86,15   | 1254680   | 86,35   | 1.165.668 | 84,09   |
| Tataren         | 81.307    | 5,40    | 86.805    | 5,97    | 86.431    | 6,24    |
| Mordwinen       | 86.370    | 5,74    | 70.739    | 4,87    | 54.703    | 3,95    |
| Ukrainer        | 14.942    | 0,99    | 12.421    | 0,85    | 8.595     | 0,62    |
| Tschuwaschen    | 7.075     | 0,47    | 6.738     | 0,46    | 5.614     | 0,40    |
| Armenier        | 1.285     | 0,09    | 3.670     | 0,25    | 4.103     | 0,30    |
| Zigane          | 2.555     | 0,17    | 2.535     | 0,17    | 3.390     | 0,24    |
| Usbeken         | 676       | 0,04    | 840       | 0,06    | 1.910     | 0,14    |
| Aserbaidschaner | 1.624     | 0,11    | 1.679     | 0,12    | 1.760     | 0,13    |
| Weißrussen      | 2.954     | 0,20    | 2.579     | 0,18    | 1.682     | 0,12    |
| Deutsche        | 780       | 0,05    | 1.279     | 0,09    | 849       | 0,06    |
| Juden           | 1.743     | 0,12    | 898       | 0,06    | 593       | 0,04    |
| Einwohner       | 1.504.569 | 100,00  | 1.452.941 | 100,00  | 1.386.186 | 100,00  |

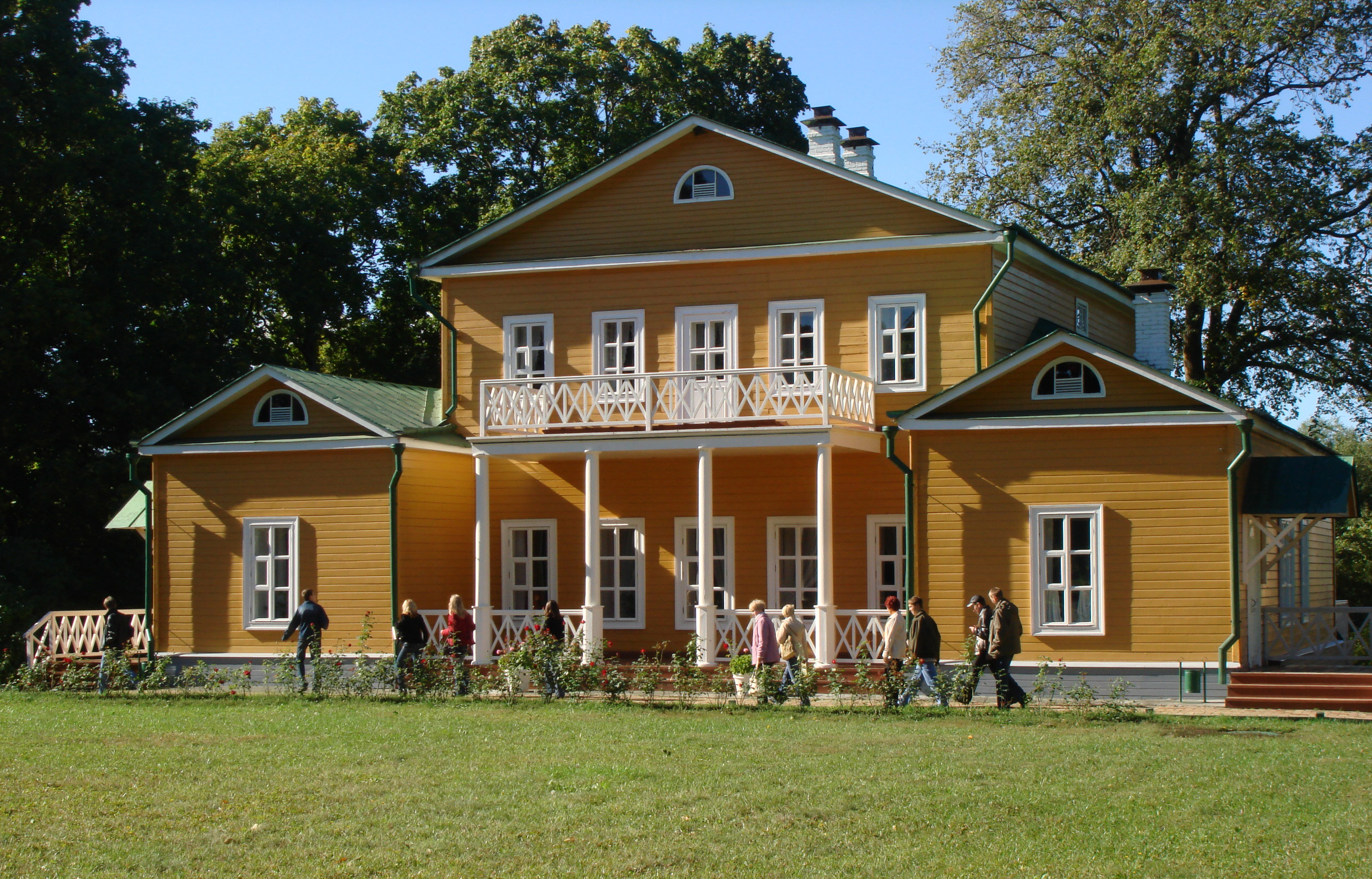
Landsitz des Dichters Michail Jurjewitsch Lermontow in Tarchani

Anmerkung: die Anteile beziehen sich auf Gesamtzahl der Einwohner. Also mitsamt dem Personenkreis, der keine Angaben zu seiner ethnischen Zugehörigkeit gemacht hat (2002 1.705 resp. 2010 43.283 Personen)
Die Bevölkerung des Gebiets besteht zu rund 85 % aus Russen. Die Tataren und Mordwinen sind die einzigen nennenswerten ethnischen Minderheiten in der Oblast Pensa. Die Zahl der Mordwinen – wie auch die Anzahl der Ukrainer, Weißrussen und Juden – sinkt allerdings stark. Aus dem Transkaukasus und Zentralasien dagegen sind seit dem Ende der Sowjetunion zahlreiche Menschen zugewandert. Nebst den oben aufgeführten Nationalitäten auch viele Tadschiken (1989: 283; 2010: 1028 Personen), Turkmenen (1989: 148; 2010: 455) und Jesiden (1989: keine; 2010: 237).

## Wirtschaft
Zu den wichtigsten Wirtschaftszweigen zählen der Maschinenbau, die Holzverarbeitung und die Textilindustrie.

## Verwaltungsgliederung und Städte
Die Oblast Pensa gliedert sich in 27 Rajons und 3 Stadtkreise. Die Stadtkreise werden von der mit Abstand größten Stadt und Oblastverwaltungszentrum Pensa, der geschlossenen Stadt (SATO) Saretschny sowie der Stadt Kusnezk gebildet. Insgesamt gibt es in der Oblast elf Städte und 16 Siedlungen städtischen Typs.
| Name          | Russisch     | Einwohner (14. Oktober 2010) |
| ------------- | ------------ | ---------------------------- |
| Pensa         | Пенза        | 517.311                      |
| Kusnezk       | Кузнецк      | 88.839                       |
| Saretschny    | Заречный     | 63.601                       |
| Kamenka       | Каменка      | 39.577                       |
| Serdobsk      | Сердобск     | 35.393                       |
| Nischni Lomow | Нижний Ломов | 22.678                       |
| Nikolsk       | Никольск     | 22.471                       |